# Ptychosalpinx globulus
Ptychosalpinx globulus är en snäckart som först beskrevs av Dall 1889.  Ptychosalpinx globulus ingår i släktet Ptychosalpinx och familjen valthornssnäckor. Inga underarter finns listade i Catalogue of Life.